# Liste des mosquées en Azerbaïdjan
C’est la liste de mosquées en Azerbaïdjan. Il y a 2253 mosquées en Azerbaïdjan.
- Mosquée Abu-Muslim
- Mosquée d'Agdam
- Mosquée Ajdarbey
- Mosquée d'Ali
- Mosquée Achaghi Govhar Agha
- Mosquée Yukhari Govhar Agha
- Mausolée de l'imam Ali
- Mosquée Ambarass
- Mosquée Beyler
- Mosquée Bibi-Heybat
- Mosquées Djuma (Bakou)
- Mosquées Djuma (Boradigah)
- Mosquée Hadji Rufai bey
- Mosquée Hadji Chahla
- Mosquée de Lezghuien
- Mosquée Machadi Garib
- Mosquée de Muhammed
- Mosquée Mustafa Gazdal
- Mosquée Omar Afandi
- Mosquée de Palais
- Mosquée des Martyrs
- Mosquée de Sakina khanim
- Mosquée Djuma (Gandja)
- Mosquée cheikh Ibrahim
- Mosquée Taza Pir
- Mosquée Tuba Chahi
- Mosquée Ulu
- Mosquée Gargabazar
- Mosquée Djuma (Chamakhi)
- Mosquée Heydar
- Mosquée Khidir
- Mosquée Molla Ahmad
- Mosquée Sayyid Yahya Mourtouza
- Mosquée Nardaran
- Mosquée chah sultan Hussein
- Mosquée Ozan
- Mosquée Husseiniyya
- Mosquée Gazakhlar
- Mosquée Guirikhli
- Mosquée Chahsevenlar
- Mosquée Imamzadé
- Mosquée de Saatli
- Mosquée Djuma (Barda)
- Mosquée Beuyuk Bazar
- Mosquée Kitchik Bazar